# Kompassros

Klassisk kompassros.

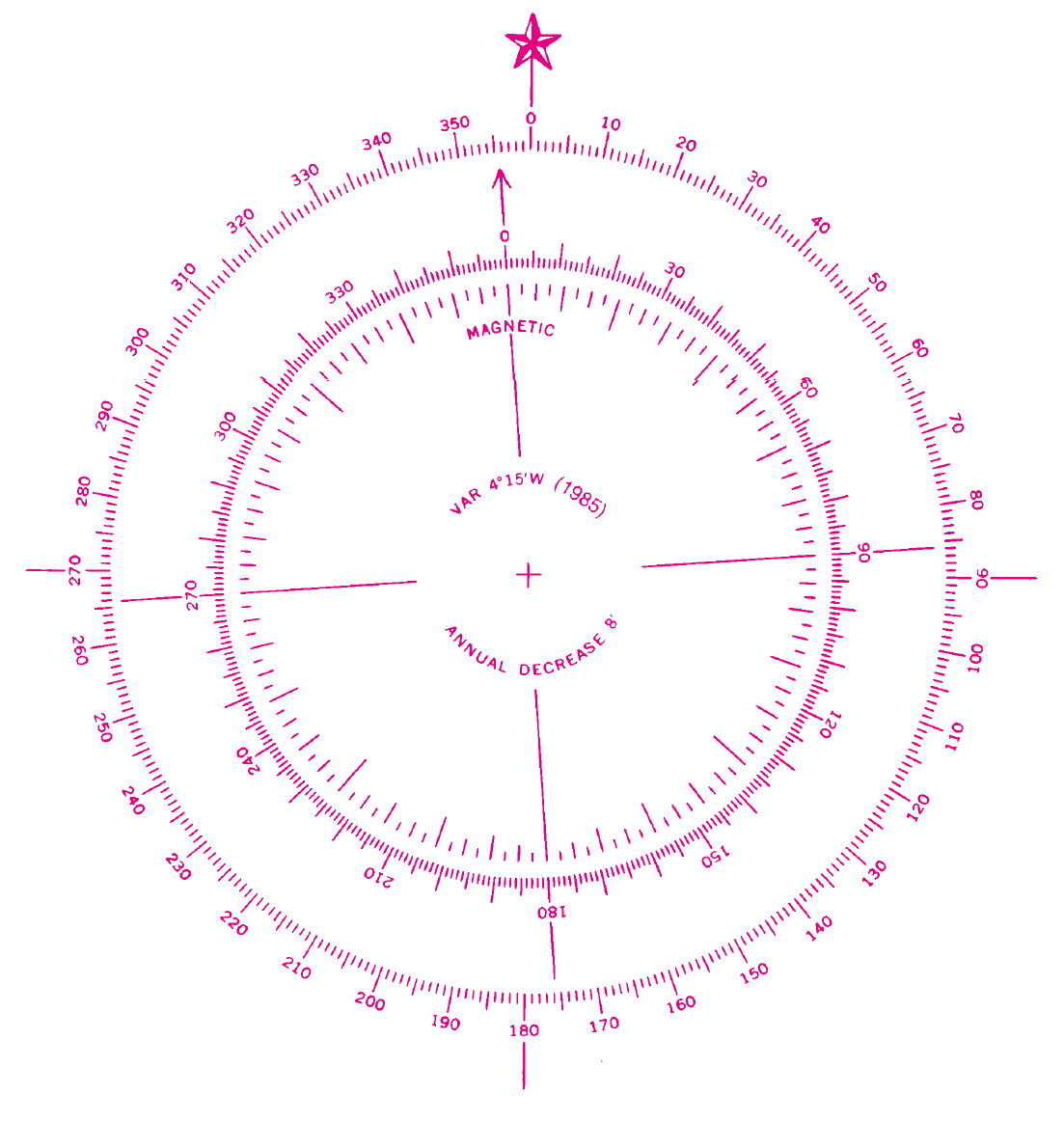
Modern kompassros som även visar kompassens missvisning. Denna typ är vanlig på bland annat sjökort.

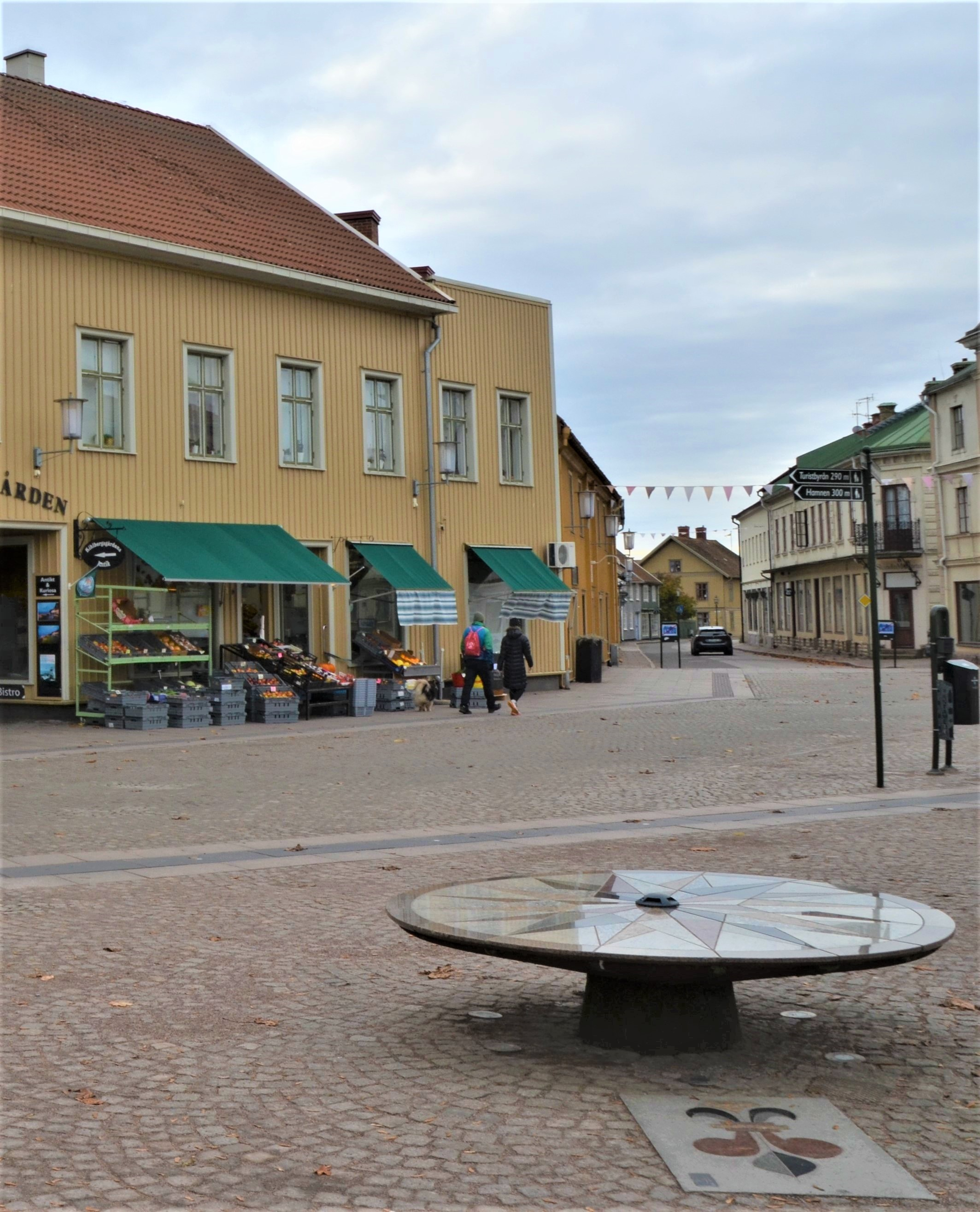
Kompassros i granit på Stora Torget i Hjo av Per-Göran Ylander

En kompassros är en korsformad figur som ofta finns på kartor och kompasser för att markera väderstreckens riktningar.
Äldre kompassrosor är ofta indelade i 16 eller 32 kompasstreck, medan moderna kompassrosor är graderade i 360 grader.
| Riktning | Förkortning | Grader |
| -------- | ----------- | ------ |
| Nord     | N           | 0°     |
| Nordost  | NO          | 45°    |
| Ost      | O           | 90°    |
| Sydost   | SO          | 135°   |
| Syd      | S           | 180°   |
| Sydväst  | SV          | 225°   |
| Väst     | V           | 270°   |
| Nordväst | NV          | 315°   |